# Simão de Oliveira
Simão de Oliveira foi um cosmógrafo e matemático português dos séculos XVI-XVII. Dedicou-se ao estudo da matemática aplicada à navegação, autor de Arte de Navegar (1606). Nesta, descreve a armila náutica para medição das alturas.